# Groeningemuseum

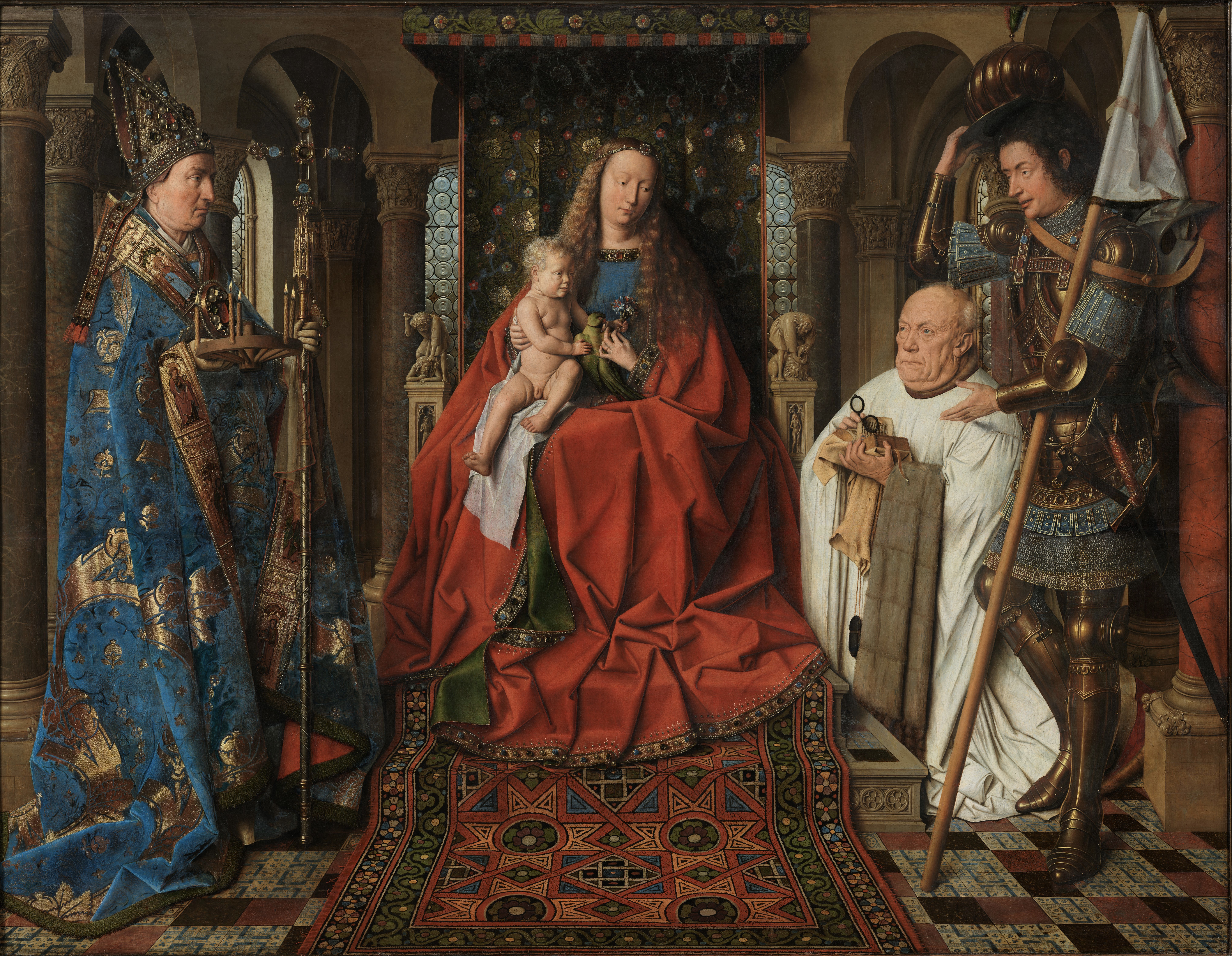
Madonna des Kanonikus Joris van der Paele von Jan van Eyck

Das Groeningemuseum ist ein Kunstmuseum in der belgischen Stadt Brügge. Es ist bekannt für seine Sammlung der sogenannten Flämischen Primitiven.
Die Ursprünge der Sammlung liegen in der 1716 gegründeten Akademie der Schönen Künste. Der Bestand des Museums ist auf zwei Gebäude verteilt. Das 1930 vollendete Haupthaus wurde 1994 mit einem Anbau versehen. In diesem 15 Ausstellungsräume umfassenden Komplex ist der Großteil der Sammlung untergebracht, darunter die altflämischen Meister sowie Kunst aus dem 17. bis 20. Jahrhundert. In der wenige Meter entfernten Außenstelle des Museums, dem Arenthuis, finden Wechselausstellungen statt. Zudem wird hier eine ständige Ausstellung von Gemälden des in Brügge geborenen walisischen Malers Frank Brangwyn gezeigt. Der Name des Museums leitet sich ab von der nahe gelegenen Groeningestraat.

## Sammlung

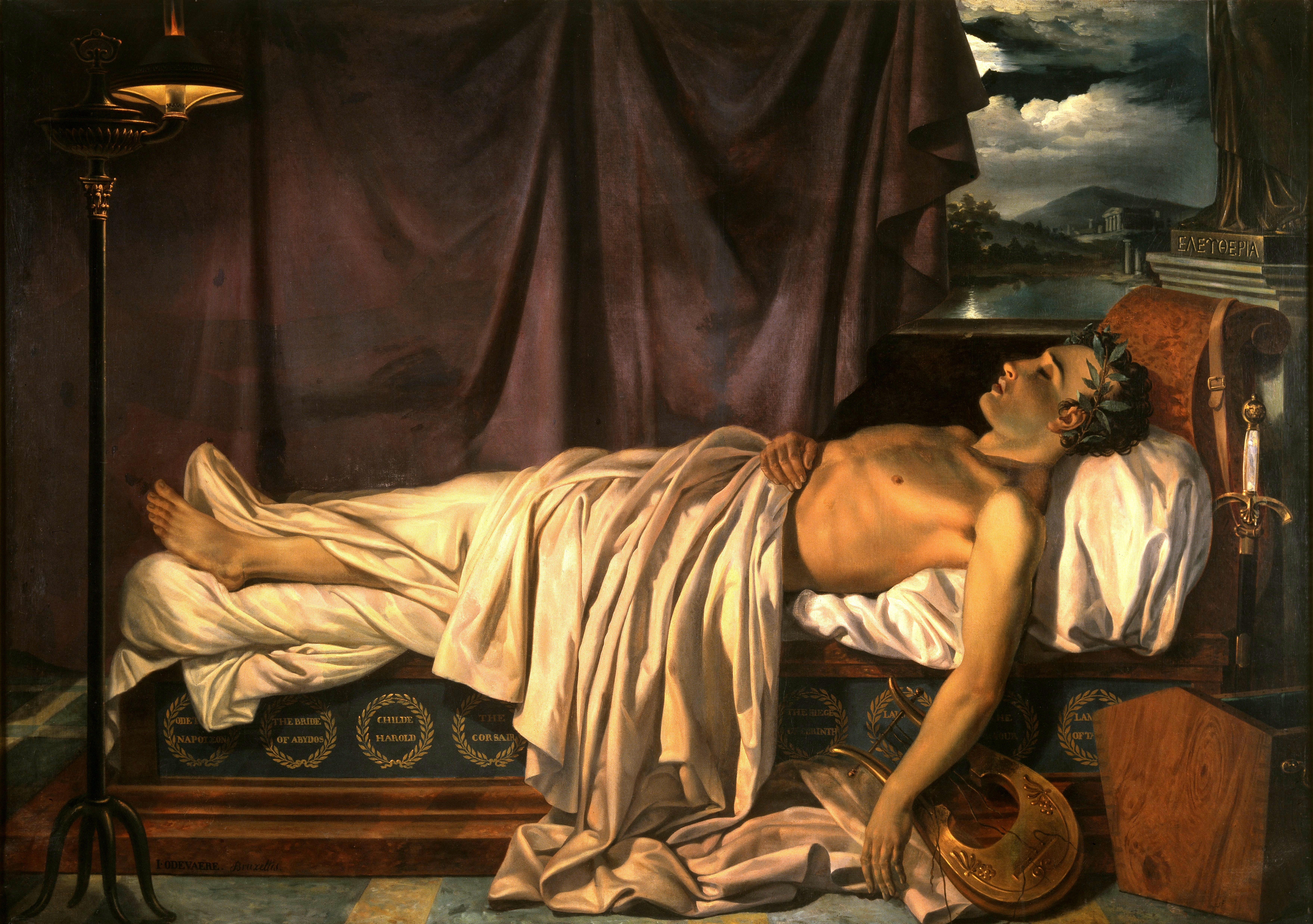
Lord Byrons Sterbebett von Joseph-Denis Odevaere

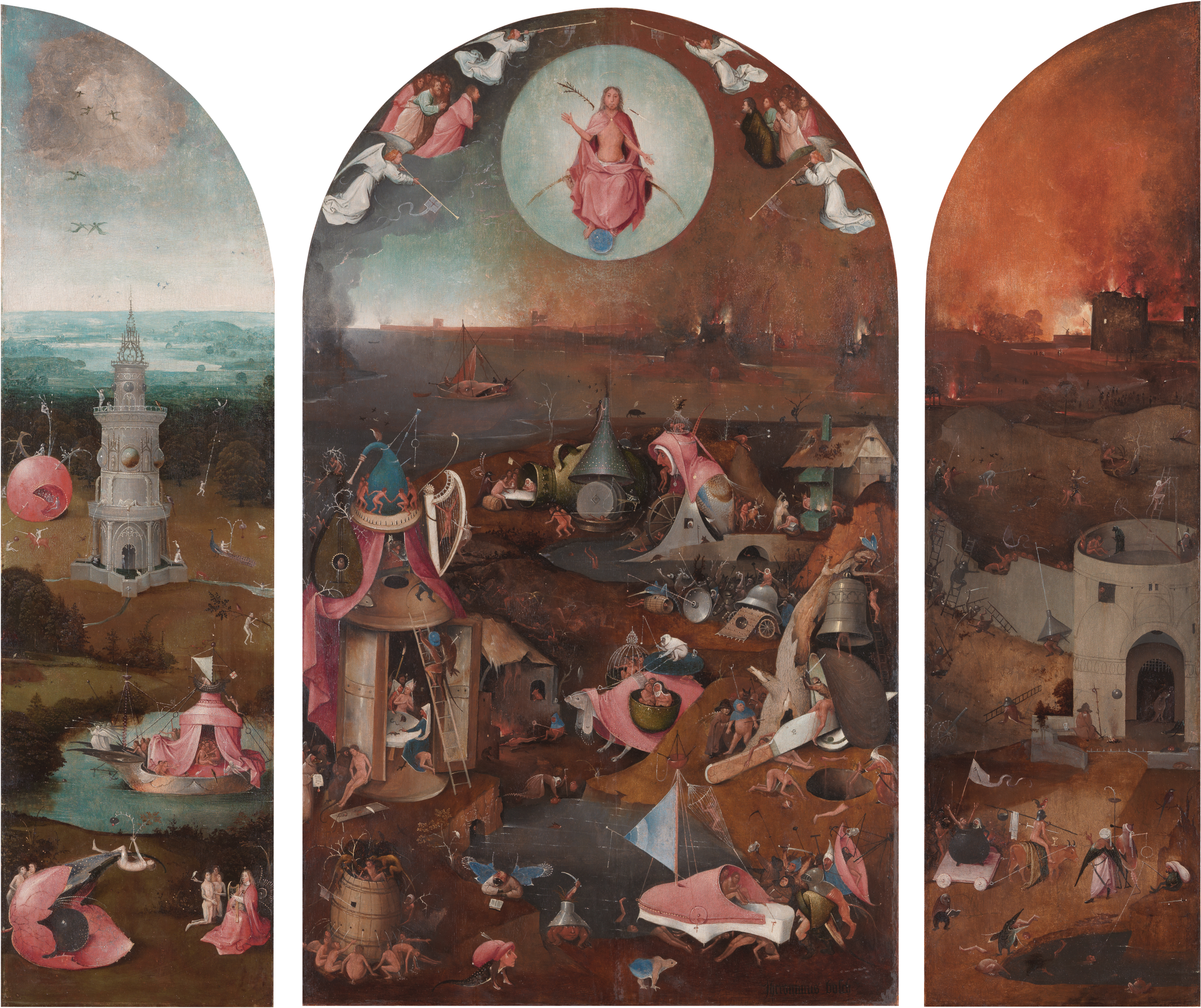
Das Jüngste Gericht, Werkstatt von Hieronymus Bosch

Die Sammlung des Groeningemuseums umfasst Kunstgegenstände aus sechs Jahrhunderten, vor allem Gemälde, aber auch vereinzelt plastische Arbeiten. Der Schwerpunkt liegt auf der altniederländischen Malerei mit bedeutenden Werken unter anderem von Jan van Eyck (Madonna des Kanonikus Joris van der Paele, 1434) und Gerard David (Das Urteil des Kambyses, 1498) sowie dem Triptychon „Das Jüngste Gericht“ aus der Werkstatt von Hieronymus Bosch. Außerdem sind Werke von Hans Memling, Hugo van der Goes, Rogier van der Weyden, Petrus Christus und anderen Künstlern aus dieser Epoche vertreten. Aus dem 16. und 17. Jahrhundert sind unter anderem Bilder von Joos van Cleve, Pieter Pourbus, Pieter Brueghel dem Jüngeren, Jakob van Oost dem Älteren und Salomon van Ruysdael zu sehen. Aus der jüngeren Zeit finden sich Arbeiten bekannter belgischer Maler des Neoklassizismus und Realismus sowie des Symbolismus und der Moderne, wie etwa Joseph-Benoît Suvée, Joseph-Denis Odevaere, Paul Delvaux, René Magritte und Henry van de Velde.